# Scaralis versicolor
Scaralis versicolor är en insektsart som beskrevs av William Lucas Distant 1906. Scaralis versicolor ingår i släktet Scaralis och familjen lyktstritar. Inga underarter finns listade i Catalogue of Life.